# Vlag van Sisak-Moslavina

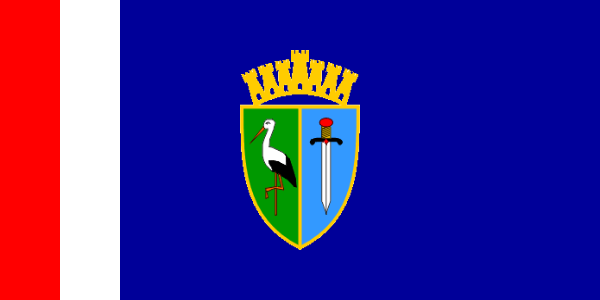
Vlag van Sisak-Moslavina (ratio 1:2)

De vlag van Sisak-Moslavina heeft drie verticale banen van rood, wit en blauw met een breedteverhouding van 1:1:8, met het provinciewapen in het midden. De vlag is aangenomen in 15 september 1994. De kleuren komen uit de Kroatische vlag. Het wapen bevat een ooievaar op een groen veld en een zwaard op een lichtblauw veld. De ooievaar komt veel voor in het dal van de Sava en stond ook in het oude wapen van Sisak. Het zwaard staat voor de vastberadenheid van het volk zich te verdedigen, zowel in de recente oorlog als die tegen de Ottomanen. De punt is naar beneden gericht als teken van vrede. De muurkroon komt uit het wapen van de stad Sisak.